# Episodi di Mentiras
La prima stagione della serie televisiva spagnola Mentiras, composta da 6 episodi, è stata pubblicata in streaming in prima visione dal 19 aprile al 24 maggio 2020 sulla piattaforma Atresplayer Premium e trasmessa in televisione dal 12 gennaio al 16 febbraio 2022 su Antena 3.
In Italia è disponibile in streaming sulla piattaforma Netflix dal 4 marzo 2022.
| Nº | Titolo originale  | Titolo italiano | Pubblicazione Spagna | Pubblicazione Italia |
| -- | ----------------- | --------------- | -------------------- | -------------------- |
| 1  | ¿Me crees?        | Mi credi?       | 19 aprile 2020       | 4 marzo 2022         |
| 2  | Consecuencias     | Conseguenze     | 26 aprile 2020       | 4 marzo 2022         |
| 3  | No sirve de nada  | E' inutile      | 3 maggio 2020        | 4 marzo 2022         |
| 4  | ¿A cuántas más?   | Quante altre?   | 10 maggio 2020       | 4 marzo 2022         |
| 5  | La verdad         | La verità       | 17 maggio 2020       | 4 marzo 2022         |
| 6  | Estamos muy cerca | Ci siamo quasi  | 24 maggio 2020       | 4 marzo 2022         |